# Mihail Sebastian
Mihail Sebastian, född 18 oktober 1907 i Brăila, död 29 maj 1945 i Bukarest, var en rumänsk författare, dramatiker, journalist och jurist.
Sebastian, som var av judisk härkomst, studerade juridik och filosofi i Bukarest. 1932 debuterade han som författare med skriften Fragmente dintr-un carnet găsit ("Fragment från en upphittad anteckningsbok"), vilket följdes av novellsamlingar, romaner och pjäser.
På 1940-talet förbjöds han att arbeta som journalist och advokat i enlighet med Rumäniens dåvarande antisemitiska lagstiftning, samtidigt som uppförande av hans pjäser förbjöds eftersom han var jude.
Mihail Sebastians avled 1945 i en bilolycka. 1996 publicerades hans dagböcker från krigsåren under titeln Jurnal, 1935–1944, som på svenska givits ut under namnet Dagbok 1935–1944.

### Romaner
- 1933: Femei
- 1934: De două mii de ani
  - 2023: I två tusen år, översatt till svenska av Inger Johansson, ISBN 9789188155641
- 1935: Orașul cu salcâmi
- 1940: Accidentul

### Dramatik
- 1938: Jocul de-a vacanța
- 1944: Steaua fără nume
- 1945: Ultima oră
- 1947: Insula

### Övrigt
- 1996: Journal, 1935-1944
  - 2019: Dagbok 1935-1944, översatt till svenska av Inger Johansson, ISBN 9789173272667